# 王龙 (智能控制专家)
王龙，北京大学教授。主要从事复杂系统智能控制、网络化控制系统的分析与综合、演化博弈与群体决策等方面的研究。担任中国人工智能学会等学会理事、《智能系统学报》等多种学术杂志编委等职，曾获得中国国家自然科学奖等奖项，中国教育部第四批“长江学者”特聘教授。

## 生平
1986、1989年先后获得清华大学学士、硕士学位，1992年获得北京大学博士学位；
1993年在多伦多大学作博士后研究，1995-1997年在德国宇航中心进行合作研究，2007年在阿尔伯塔大学任访问教授；
后担任北京大学教授、西安电子科技大学教授等职。

## 期刊编委
《International Journal of Information and Systems Science》主编、《PLoS ONE》、《IEEE Transactions on Industrial Electronics》、《Journal of Applied Mathematics and Computation》、《Journal of Intelligent and Robotic Systems》、《Journal of Control Theory and Applications》编委、《Springer Journal of Mechanical Science and Technology》机器人与控制领域主编；
《中国科学》、《自然科学进展》、《智能系统学报》、《控制理论与应用》、《控制与决策》、《信息与控制》、《系统仿真学报》、《北京大学学报》编委

## 专业任职
《數學評論》评论员、国际自动控制联合会网络系统技术委员会成员、美国数学会会员；
中国国家自然科学基金委员会信息科学部评审委员、武汉大学、北京航空航天大学兼职教授、中国科学院系统复杂性研究中心学术委员会副主任、北京大学系统与控制研究中心主任、智能控制实验室主任、中国人工智能学会理事、中国系统仿真学会常务理事、中国系统仿真学会智能物联系统专业委员会主任、北京人工智能学会副理事长

## 主要奖项
- 中国国家教委霍英东奖（研究类一等奖）；

- 第一届Ho Outstanding Paper Award；

- 第一届关肇直控制理论奖；

- 中国国家自然科学奖（1999, 2017）；

- 中国国家教委科技进步奖（一等奖）；

- 中国教育部自然科学奖（一等奖）